# Гендерсон (місячний кратер)
Кра́тер Ге́ндерсон (лат. Henderson) — великий стародавній метеоритний кратер в екваторіальній зоні зворотного боку Місяця. Названо на честь англійського астронома Томаса Джеймса Гендерсона (1798—1844) і назву затверджено Міжнародним астрономічним союзом у 1970 році. Утворення кратера відбулось у нектарському періоді.

## Опис кратера
Найближчими сусідами кратера є: кратер Шустер на заході, а за ним величезний кратер Менделєєв; кратер Сент Джон на північному північному заході, кратер Міллз
на північному сході; кратер Мандельштам на сході; кратер Шліманн на південному сході; а також кратер Чаплигін на півдні. Селенографічні координати центра кратера 4°46′ пн. ш. 152°00′ сх. д. / 4.76° пн. ш. 152° сх. д., діаметр 43,5 км, глибина 2,3 км.
Кратер зазнав значних руйнувань і має порівняно низький вал, відзначений безліччю дрібних кратерів, знаходиться серед залишків ще давнішого кратера. Середня висота вала кратера над навколишньою місцевістю 1100 м, об'єм кратера становить приблизно 1700 км³. Дно чаші кратера є відносно рівним, у північній частині чаші розташований хвилястий хребет.

## Сателітні кратери
| Гендерсон | Координати                                                | Діаметр, км |
| --------- | --------------------------------------------------------- | ----------- |
| B         | 7°29′ пн. ш. 153°02′ сх. д. / 7.48° пн. ш. 153.04° сх. д. | 18,7        |
| F         | 4°43′ пн. ш. 155°31′ сх. д. / 4.71° пн. ш. 155.51° сх. д. | 13,7        |
| G         | 3°42′ пн. ш. 155°42′ сх. д. / 3.7° пн. ш. 155.7° сх. д.   | 47,6        |
| Q         | 3°23′ пн. ш. 150°56′ сх. д. / 3.39° пн. ш. 150.94° сх. д. | 19,3        |

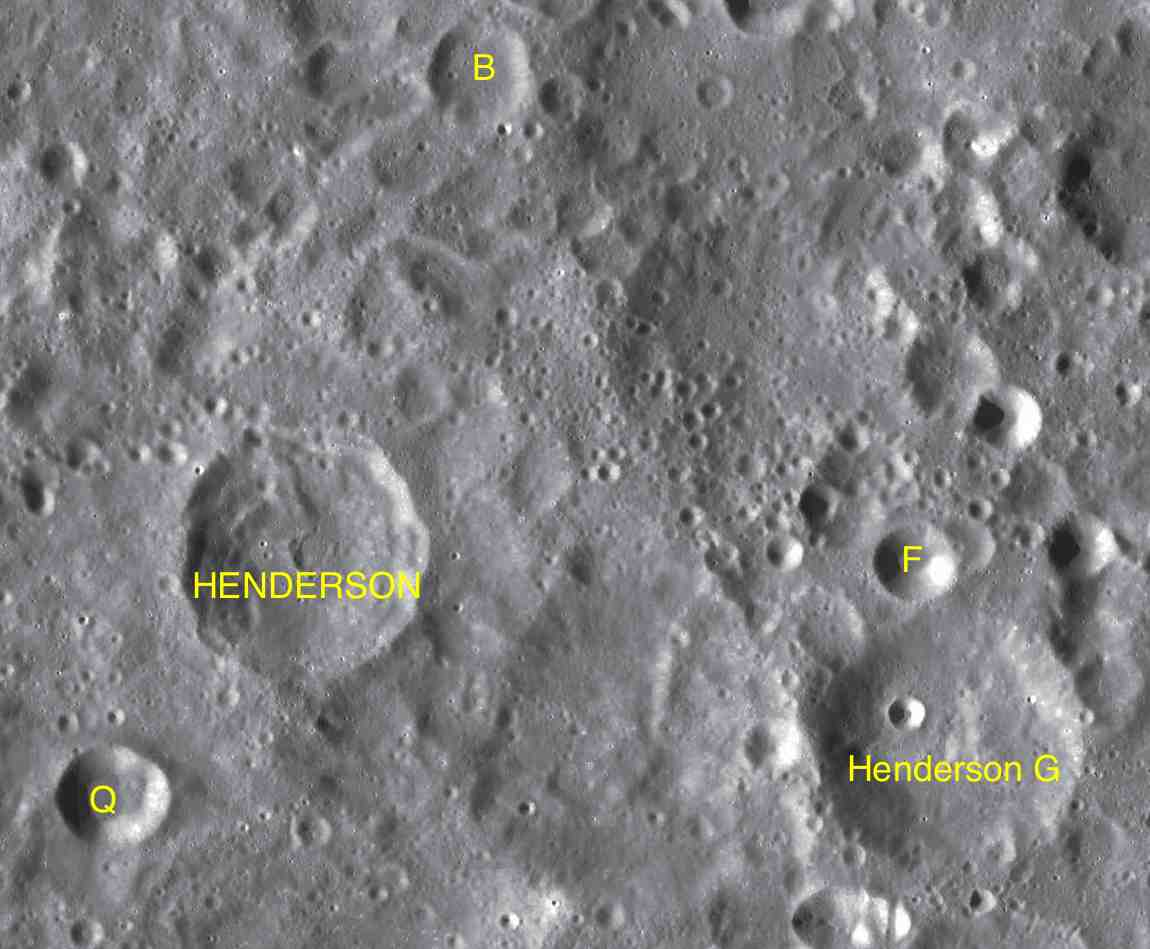
Фрагмент карти LAC-67.

- Утворення сателітного кратера Гендерсон G відноситься до нектарського періоду[1].